# Cantón de Vaour
El cantón de Vaour era una división administrativa francesa, que estaba situada en el departamento de Tarn y la región de Mediodía-Pirineos.

## Composición
El cantón estaba formado por nueve comunas:
- Itzac
- Le Riols
- Marnaves
- Milhars
- Montrosier
- Penne
- Roussayrolles
- Saint-Michel-de-Vax
- Vaour

## Supresión del cantón de Vaour
En aplicación del Decreto nº 2014-170 de 17 de febrero de 2014, el cantón de Vaour fue suprimido el 22 de marzo de 2015 y sus 9 comunas pasaron a formar parte del nuevo cantón de Carmaux-2 Valle del Cérou.